# Пауль Шиман
Карл Християн Теодор Пауль Шиман (нім. Carl Christian Teodor Paul Schiemann; 17 (29) березня 1876, Мітава, Курляндська губернія, Російська імперія — 23 червня 1944, Рига) — латвійський журналіст, політик, юрист, за походженням — балтійський німець. Шиман, відомий як захисник прав національних меншин й ідеолог національної держави, був депутатом кількох скликань латвійського сейму, очолюючи у фракцію Німецько-Балтійської демократичної партії. Як переконаний противник нацизму, Шиман переховував у своєму будинку у роки німецької окупації Латвії єврейку Валентину Фреймане, яка успішно пережила війну, і у 1999 році йому посмертно надано звання «праведника світу».

## Біографія
Пауль Шиман народився у 1876 році у Мітаві у сім'ї остзейських (балтійських) німців, яка осіла у Курляндії у другій половині XVIII століття. Його батько, прагнучи уникнути потрапляння Пауля та його старшого брата у систему освіти Курляндської губернії, яка у той час зазнавала інтенсивної русифікації, відправив дітей здобувати освіту до Німеччини. Там Пауль в основному навчався юриспруденції (спочатку закінчивши за цією спеціальністю Кельнський університет, а потім у 1902 році здобув докторський ступінь у Грайфсвальді), але приділяв значну увагу й іншим предметам, у певний момент потрапивши під вплив ідей Фрідріха Наумана.
У 1903 році Шиман почав кар'єру журналіста в газеті «Revalsche Zeitung», яка видавалася у Ревелі ліберальним редактором Крістофом Міквіцем. У цій газеті він виконував роль театрального критика та помічника редактора. У 1907 році він перейшов до газети «Rigasche Rundschau», де, крім відділу театральної критики, вів політичні колонки. Його театрознавчі дослідження у 1912 році призвели до появи окремої академічної публікації. У 1919 році Шиман обійняв посаду головного редактора «Rundschau», на якій залишався до 1933 року, за цей час перетворивши її на одну з найвпливовіших німецькомовних газет Східної Європи, не в останню чергу завдяки його власним публікаціям, які відрізнялися провокативністю та прямотою. У своїх статтях Шиман відстоював помірно-ліберальні погляди, вітав запровадження у Російській імперії конституції та початок соціальних реформ. У 1907 році він очолив Конституційну партію Естонії, за ідеологією близьку ризькій Балтійській конституційній партії й октябристам, з наміром брати участь у виборах до Думи, але виявив, що вона не має підтримки серед корінного населення. Проте його лібералізм і неприйняття станової пихи остзейського дворянства призвели до загострення відносин з консервативною більшістю серед балтійських німців, які охрестили його «червоним Шиманом».
Сповідана Шиманом демократична ідеологія і вірність громаді балтійських німців не заважали його лояльності Російської імперії. Він проходив обов'язкову військову службу у російській армії, а з початком Першої світової війни офіцером запасу. Через військову службу Шиману довелося залишити Ригу напередодні її окупації німецькими військами, а після повернення він був у 1918 році відправлений німецькою владою до Німеччини через підозри у симпатіях до латиських націоналістів. Парадоксальним чином ці санкції призвели до того, що Шиман, який опинився у Берліні саме у дні повороту Німеччини у бік союзу з молодими балтійськими республіками, відіграв помітну роль у формуванні пробалтійської політики Веймарської республіки.
На момент повернення Шимана до Риги німецька громада Латвії переживала не найкращі часи, зазнавши масових експропріацій майна. У цих умовах його сприйняли як нового ідеологічного лідера і вже у 1919 році він очолив не лише газету «Rigasche Rundschau», а й нову «Німецькобалтійську демократичну партію», яку підтримав й ідеолог консервативного крила балтійських німців барон фон Фіркс. У 1920 році Шиман став головою Комітету політичних партій балтійських німців, створеного для координації їх дій. У цьому ж році його обрали до міської ради Риги, де засідав до 1925 року, і до Установчих зборів Латвії, після затвердження конституції у 1922 році став депутатом сейму. Він залишався депутатом усіх наступних скликань сейму аж до 1933 року.
У 20-ті роки Німецькобалтійська партія, як партія етнічних меншин, успішно зарекомендувала себе як лояльна Латвії організація. Ще у 1919 році Шиман опублікував заклик до повернення, адресований німцям, які емігрували з Латвії. Запрошення до участі у становленні латвійської державності містило слова: «Той, хто сьогодні залишає своє місце у строю у нашій країні, відмовляється від свого місця у світі». Ця послідовна лояльність принесла свої плоди: Німецькобалтійська партія сприймалася у Латвії як інтегральна частина національного політичного процесу, її представники входили до кабінету міністрів, а одного разу, у другій половині 20-х років, президент Яніс Чаксте навіть запропонував самому Шиману сформувати уряд. Той, оцінивши коаліцію у 52 депутати зі 100, яка була у його розпорядженні, як занадто хитку, від пропозиції відмовився. Проте підсумок ідеологічної еволюції Шимана — його законопроєкт про культурну автономію для німців Латвії — був похований у сеймі наприкінці 1920-х років.
У 1925 році Шиман і його однодумці з-поміж балтійських німців стояли біля витоків Конгресу європейських національностей (також відомого як Конгрес європейських меншин, хоча сам Шиман уникав поняття «меншість», побоюючись негативних конотацій). За часом це збіглося з проведенням Локарнського конгресу та висловлюваннями Густава Штреземана на підтримку ідеї автономії національних меншин у Європі в умовах, коли Ліга Націй виявилася нездатною розв'язати це питання. У Конгресі були представлені всі національні меншини Європи, кожна з яких надсилала своїх делегатів, проте вплив німецьких делегатів (яких очолював сам Шиман) фактично залишався найбільшим.
До початку 1930-х років національна політика у Латвії почала змінюватися у бік посилення, і в 1933 році Шиман, до цього моменту обраний вже в четверте поспіль скликання сейму, відмовився від депутатського мандата, переїхавши до Відня, де продовжував роботу над доктриною національної держави. Невдовзі після цього, у травні 1934 року, у Латвії здійснили переворот, який призвів до встановлення диктатури Улманіса. Шиман не визнавав легітимності уряду Улманіса, вважаючи його антиконституційним.
Період перебування Шімана в Австрії, однак, виявився недовгим. Країна проходила інтенсивний процес нацифікації, який закінчився у 1938 році аншлюсом, і Шиман, який не приймав нацистських ідей, поспішив повернутися до Риги. Там він опинився серед приблизно 15 тисяч німців, які відмовилися у 1939 році від «репатріації», яка передбачала їх розселення на землях окупованої Польщі. У своїх публікаціях він жорстко критикував своїх колишніх співвітчизників, які відмовляють тепер у правах іншим національним меншинам.
Джерела по-різному повідомляють про короткий період проживання Шимана у радянській Латвії. Якщо сайт музею «Яд Вашем» пише, що в перший рік радянської влади у Латвії йому з дружиною Шарлоттою важко вдалося уникнути висилки до Сибіру, ховаючись у друзів, то згідно з журналістом латвійської газети «Вести Сегодня» Миколі Кабанову радянська влада не тільки не зачепила свого ідеологічного супротивника, а й надала йому на початку літа 1941 року лекторську кафедру у Державному університеті Латвійської РСР. У будь-якому разі, Шиман не став жертвою репресій і після окупації Риги німцями: погане здоров'я дозволило йому дожити дні у себе вдома, хоча він і був об'єктом стеження з боку нової влади. Наприкінці 1942 року Пауль і Шарлотта Шимани зуміли навіть заховати вдома молоду єврейку Валентину Фреймане, яка втратила всю сім'ю у Ризькому гетто. Завдяки їм Валентині — майбутньому провідному латвійському кінознавцю — вдалося пережити війну, а вона сама у цей період допомагала Шиману систематизувати його записи та спогади.
Пауль Шиман помер у Латвії від діабету у червні 1944 року, менше ніж за чотири місяці до приходу радянських військ. Його похорон, за розпорядженням німецької влади, був максимально скромним, а про його політичну спадщину заборонялося згадувати. Після смерті чоловіка Шарлотта Шиман поїхала до родичів у Баварію, і Валентина Фреймане більше з нею ніколи не бачилася. У 1999 році музей «Яд Вашем» надав Паулю та Шарлотті Шиман звання «праведників світу».

## Ідеологічна позиція
За роки життя Пауль Шиман пройшов шлях від помірно-ліберального націоналізму до ідей рівноправності національних меншин і національних держав. У світлі взаємного неприйняття балтійських німців і корінного населення Латвії та Естонії у нього вже у 1907 році почала формуватися майбутня ідеологічна платформа щодо взаємодії держави та національних меншин.
Шиман був послідовним захисником права балтійських німців на проживання у нових державах Балтії, яке спирається на сотні років їхньої присутності у цьому регіоні. Він боровся за закріплення у законах Латвії права балтійських німців на культурну автономію та фінансування їх культурних інститутів з боку держави, яке водночас утримується від будь-якого іншого втручання в їхню діяльність. Іншим пунктом його ідеології було визнання права індивіда на національне самовизначення: з його точки зору, не держава на підставі генеалогічних досліджень або просто прізвища, а сама людина повинна була вирішити для себе, чи хоче вона бути внесеною до реєстру представників національних меншин, які існували у Латвії (і платити добровільний додатковий податок). Позиція Шимана й очолювана ним «Rigasche Rundschau» здобули їм повагу у середовищі ще однієї національної меншини — латвійського єврейства. Залучало євреїв і те, що Шиман виношував мрію про реформу середньої шкільної освіти, яка формуватиметься не державою, а спільними зусиллями латиської, німецької, російської та єврейської національних громад.
Ідея рівноправності меншин поєднувалася у Шимана з лояльністю та відданістю країнам проживання, яка проявилася і в службі у російській армії, і в заклику про повернення балтійських німців у 1919 році, і в політиці, яку проводила Німецькобалтійська демократична партія під його керівництвом. Його позиція з цього питання робила його мішенню критики з боку консервативніших політиків-націоналістів як у Латвії, так і в Німеччині, але Шиман не зрадив принципів лояльності навіть коли у 1930 році у німців Риги відібрали Ризький собор. Важливою частиною його доктрини був постулат, що добробут національної меншини ніколи не повинен ставитися вище за інтереси суспільства у цілому.
Ідеологічно Шиман однаковою мірою був далекий як від націонал-соціалізму та фашизму, які, як він розумів, неминуче мали призвести до підпорядкування одних націй іншими, так і від радянської версії соціалізму, в якій центральна влада постійно та послідовно втручалася у життя кожного громадянина. Формальне надання рівноправності всім народам у СРСР Шимана зводилося до дозволу використовувати національну мову, тоді як інші аспекти інтелектуального життя жорстко регламентувалися державою на користь своєї ідеології. Національна держава, як колективістська держава, в очах Шимана були «ірраціональними», тоді як раціональна держава має бути заснована на вільній співпраці з метою досягнення балансу між виробництвом і споживанням.